# Walter Santos
Walter dos Santos Costa (ur. 1 stycznia 1982) – brazylijski judoka.
Zajął 33. miejsce na mistrzostwach świata w 2010; uczestnik zawodów w 2005. Startował w Pucharze Świata w latach 2008-2011 i 2013-2015.
Wygrał igrzyska Ameryki Południowej w 2006. Złoty medalista mistrzostw panamerykańskich w 2005 i 2008. Zdobył dwa medale igrzysk wojskowych w 2015. Drugi na wojskowych MŚ w 2013.  Pierwszy na mistrzostwach Ameryki Południowej w 2012 i 2013 roku. 